# エゾシカ協会
一般社団法人エゾシカ協会（えぞしかきょうかい、英称 Yezo Deer Association）は、北海道に生息するエゾシカに関する活動を行う社団法人。事務所は江別市に位置する。

## 沿革

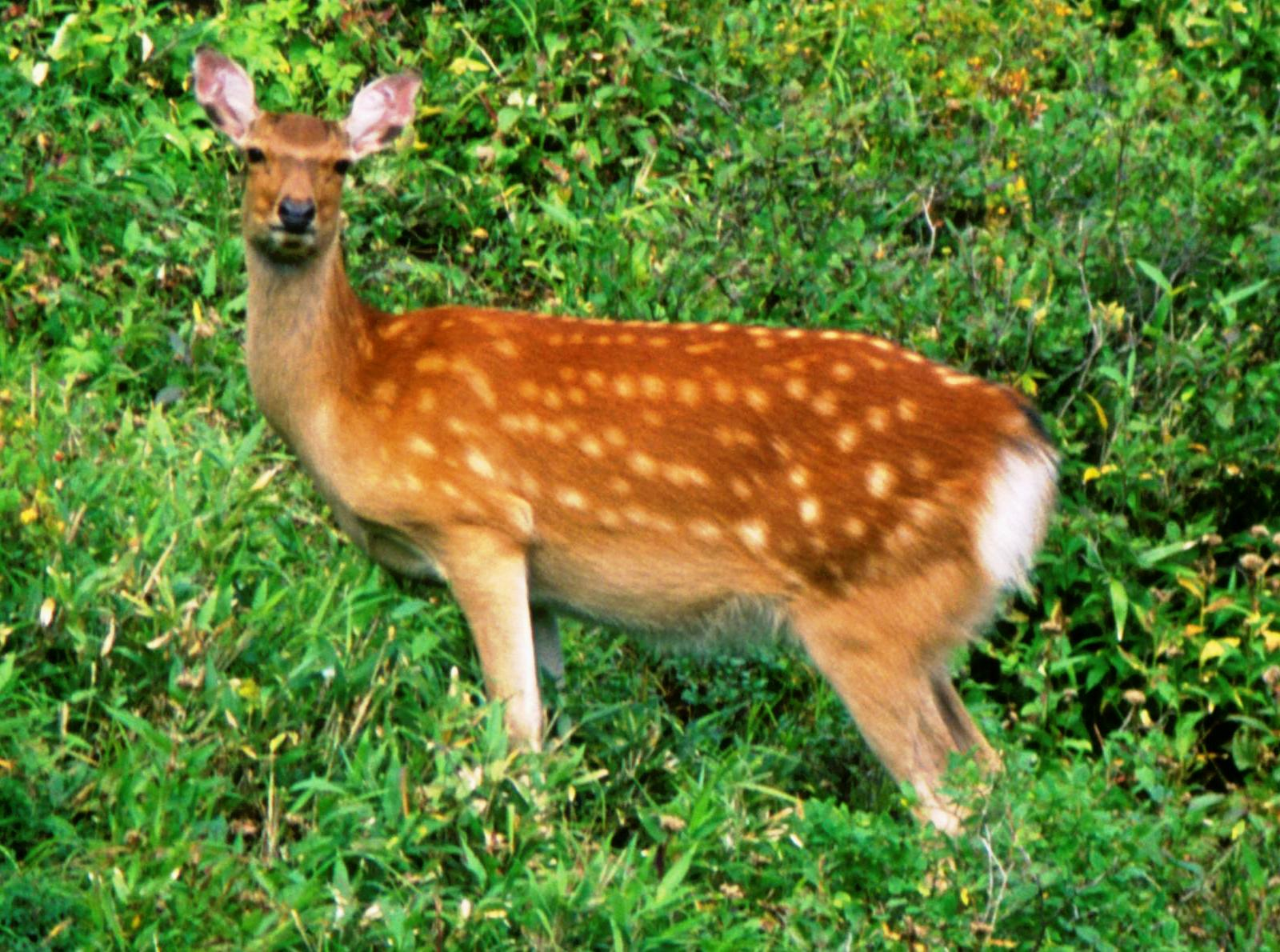
エゾシカ

シカ類の保護管理に関する先進国であるイギリスでは、シカに関連するさまざまな施策を総合的に管理する特別な組織を設立し、実践的な活動を進めている。そうした先進事例を参考に、同様にシカの個体数の増加により大きな問題となっている北海道で、関係機関の連携を深め、資源としての有効利用を促進し、環境保全と経済の活性化を両立することを目指して、1999年2月に任意団体エゾシカ協会が発足した。そして、2000年7月にはエゾシカ協会は社団法人化し、活動をさらに拡大させた。

## 組織構成
行政、大学、研究組織、北海道猟友会、北海道獣医師会、食肉業者、農業協同組合関係者など北海道のエゾシカに関係するさまざまな組織・団体から構成される。

## 主な活動
- エゾシカ被害対策[2]
- ハンターへの啓発活動

任意団体の頃から「銅弾頭使用の手引き」や「ハンティング・マニュアル」を作成し、狩猟者に配布するなどして、適正な狩猟に向けた取り組みを行っている。
- エゾシカの有効活用

毎月第4火曜日を「シカの日」とするなど、エゾシカ肉の消費推進運動を北海道内各地で展開している。また、安心なエゾシカ肉の流通を実現するために、2007年から「エゾシカ肉推奨制度」を実施している。2009年からは北海道とともにエゾシカ料理まつりを開催している。
- 普及・啓蒙活動

シンポジウムやセミナーを主催・共催したり、エゾシカ関連本を出版するなどしている。